# Louis Bergaud
Louis Bergaud (Jaleyrac, 30 november 1928 – 21 mei 2024) was een Frans wielrenner.

## Levensloop en carrière
Bergaud won in zijn carrière tweemaal de Klimmerstrofee. Hij won ook 2 ritten in de Ronde van Frankrijk.
Bergaud overleed op 21 mei 2024 op 95-jarige leeftijd.

## Resultaten in voornaamste wedstrijden
| Jaar | Ronde van Italië | Ronde van Frankrijk | Ronde van Spanje |
| ---- | ---------------- | ------------------- | ---------------- |
| 1954 |                  | 7e                  |                  |
| 1955 |                  | opgave              |                  |
| 1956 |                  | 54e                 |                  |
| 1957 |                  | 26e                 |                  |
| 1958 |                  | 9e (1)              |                  |
| 1959 |                  | 13e                 |                  |
| 1960 |                  |                     |                  |
| 1961 |                  | 46e (1)             |                  |

| Jaar | Parijs-Roubaix |
| ---- | -------------- |
| 1954 |                |
| 1955 | 61e            |
| 1956 | 49e            |
| 1957 |                |
| 1958 |                |
| 1959 |                |
| 1960 |                |
| 1961 |                |